# Kurzweil Music Systems
Kurzweil Music Systems is een Amerikaans bedrijf dat elektronische muziekinstrumenten maakt voor professioneel en thuisgebruik. Het bedrijf werd opgericht in 1982 door muzikant Stevie Wonder, Raymond Kurzweil en programmeur Bruce Cichowlas. Het bedrijf maakte gebruik van de vele technologieën die oorspronkelijk ontworpen waren voor leesmachines, en paste deze aan voor muzikale doeleinden.
Ze lanceerden hun eerste instrument, de K250 in 1983, waarna er nog vele modellen volgden.
Het bedrijf werd aangekocht door de Koreaanse pianobouwer Young Chang in 1990. Hyundai kocht later Young Chang in 2006 en wees in januari 2007 Raymond Kurzweil aan als hoofd strategie van Kurzweil Music Systems.

## Producten

### K250 synthesizer

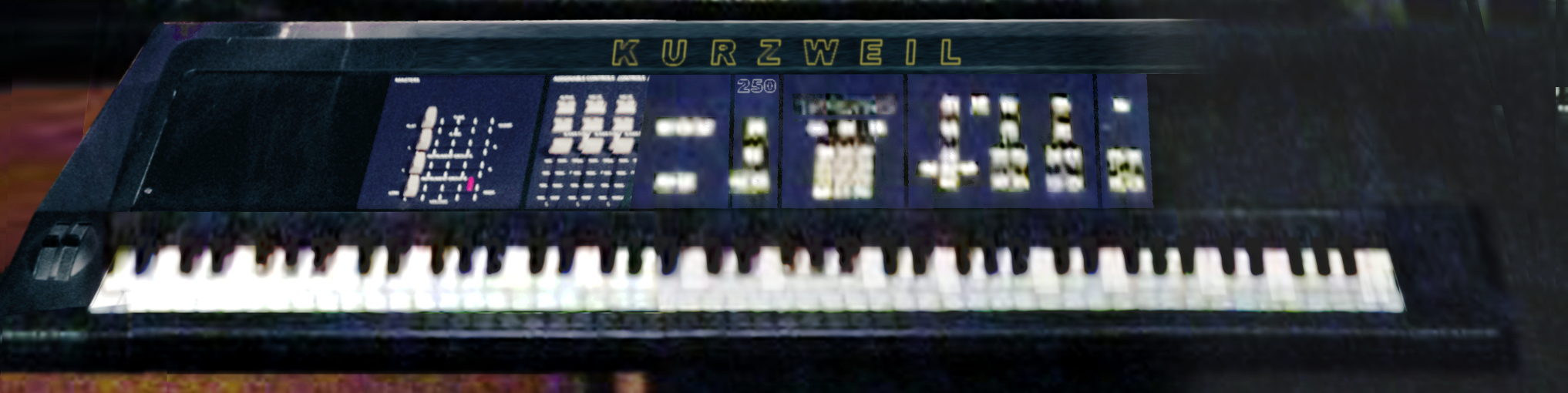
Kurzweil K250 uit 1984

Het bedrijf lanceerde de K250 synthesizer/sampler in 1984. Hoewel in die tijd een vrij duur apparaat, werd het gezien als een van de eerste succesvolle pogingen om het complexe geluid van een akoestische piano na te bootsen. De K250 kwam als een groot en zwaar keyboard, en dezelfde elektronica kwam later ook in de grote rackversie, de 250 RMX (Rack Mount Expander) als soundmodule.

### K2000-serie synthesizers
De vlaggenschipserie van Kurzweil-synthesizers begon met de K2000, die de V.A.S.T.-klankbron introduceerde. Door de jaren 90 kwamen er updates uit van dit model, zoals de K2500 en de K2600. Oorspronkelijk hadden deze modellen een vrij hoge aanschafprijs, maar vanwege hun hoge kwaliteit aan klanken werden Kurzweil-instrumenten vooral gebruikt in muziekstudio's.
Dit zorgde ervoor dat de K2000-serie werd beschouwd als een van de best klinkende synthesizers verkrijgbaar in die tijd.

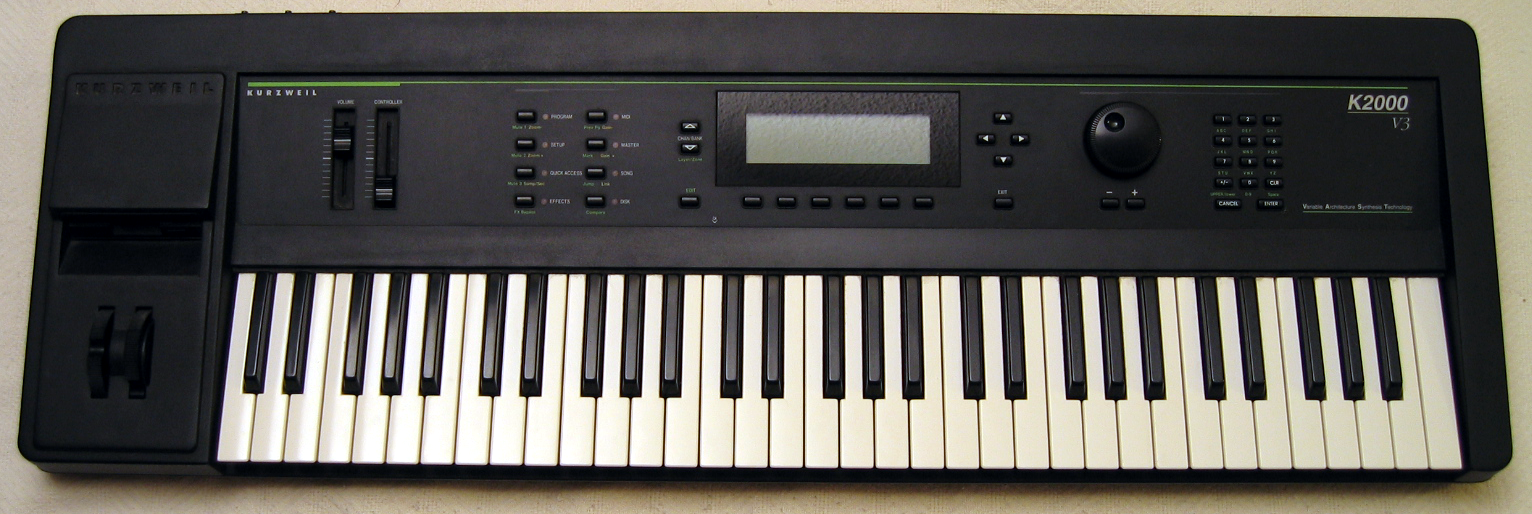
K2000 uit 1990

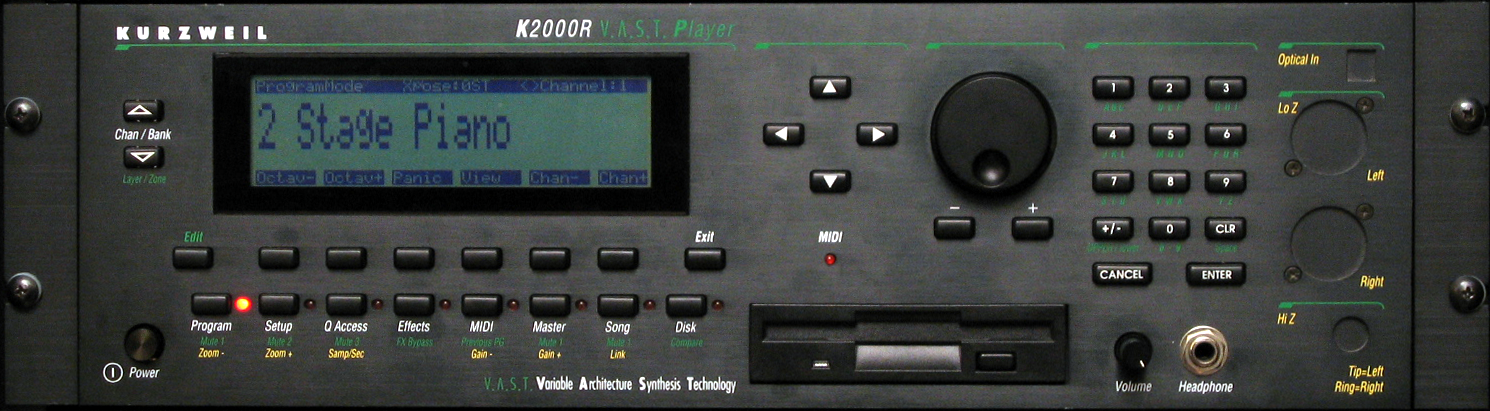
K2000R-module

De K2000 kwam uit in 1990 en was verkrijgbaar in vier versies:
- K2000, synthesizer met 61 aanslaggevoelige toetsen
- K2000S, idem met samplemogelijkheid
- K2000R, moduleversie
- K2000RS, idem met samplemogelijkheid

De K2500 kwam uit in 1996 en was een substantiële verbetering van de K2000 met meer polyfonie en intern geheugen. Er kwamen zeven versies uit van dit model:
- K2500, 76-toetsen, semi-gewogen klavier
- K2500S, idem met samplemogelijkheid
- K2500X, 88-toetsen klavier
- K2500XS, idem met samplemogelijkheid
- K2500AES, speciale gelimiteerde versie van 6 exemplaren
- K2500R, moduleversie
- K2500RS, idem met samplemogelijkheid

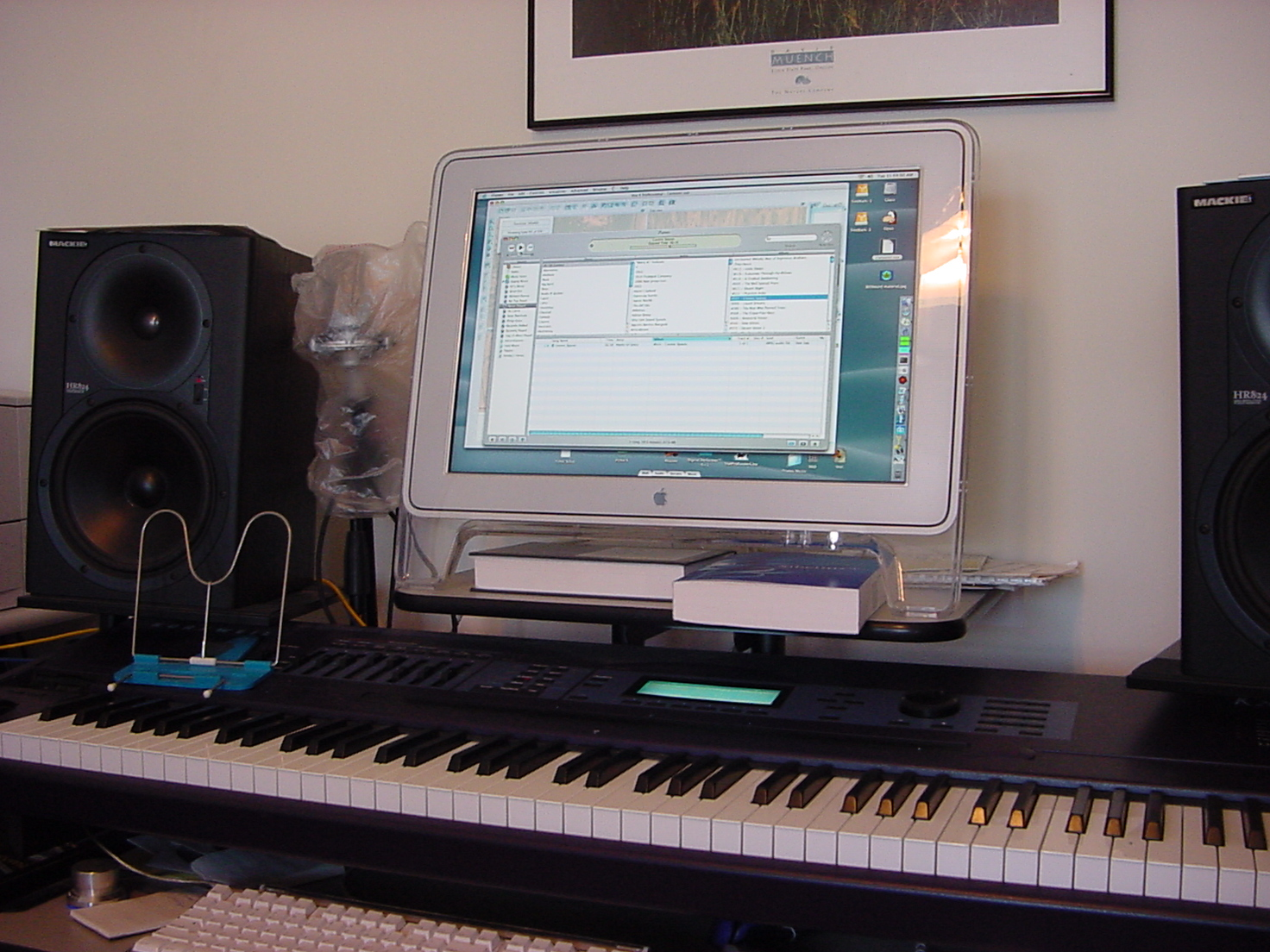
Kurzweil K2600 in een thuisstudio

Later in 1999 kwam er de Kurzweil K2600. Een verbetering van de K2500 met nieuwe effecten en een betere V.A.S.T.-klankbron. De meest indrukwekkende mogelijkheid van de K2600 was de "Triple Strike Piano", welke een van de meest realistisch bemonsterde piano's voor die tijd was.
De K2661 kwam uit in 2004, en was een volledige K2600 met 61-toetsen klavier, flashgeheugen, en een herontworpen klankset met alle uitbreidingen die waren geproduceerd voor de K2000, K2500 en de K2600.
In 2008 werd de productie van de K2600-serie synthesizers beëindigd door Kurzweil Music Systems.

### PCx-serie synthesizers
Midden jaren 90 introduceerde Kurzweil de PC88. Deze werd op de markt gezet als een MIDI-controller, waar hij zeer geschikt voor was door zijn 88 toetsenklavier en de mogelijkheid om vier zones in te stellen om meerdere instrumenten te bedienen. De PC88 had ruim 300 geluiden aan boord en de mogelijkheid om deze aan effecten te koppelen.
Eind jaren 90 kwam de PC2 op de markt. Deze bevatte de befaamde "Triple Strike Piano" en een variant op de V.A.S.T.-klankbron uit de K2000-serie.
In 2008 arriveerde de PC3, voorzien van een vernieuwde V.A.S.T.-klankbron met nieuwe algoritmes, virtueel-analoge synthese, een sequencer en verbeterde effecten.
Sinds 2010 levert Kurzweil de PC3K, welke de mogelijkheid biedt om samples en geluiden in te laden van de K2000-serie, alsmede samples van andere bronnen. Ook kwam de PC3LE uit, een eenvoudige variant met minder polyfonie, geluiden- en effectenbanken en mogelijkheden.
Sinds 2015 is er ook nog de PC3A, welke technisch gezien gelijk is aan de PC3K, maar het samplegeheugen is vervangen door de "German D Grand"-pianosamples uit de Artis.

### Artis & Forte stage-piano's
In 2013 kwam er een geheel nieuw apparaat op de markt: de Artis. Deze is qua behuizing geheel nieuw; hij is aanzienlijk lichter dan de PC3K/LE, doch nog altijd van staal en voorzien van een 88-toetsen-, gewogen pianoklavier.
Het concept van de Artis is volgens Kurzweil de "ultieme alles-in-eenpodiummachine". Een stagepiano in de zin dat de geluiden aan boord niet aan te passen zijn zoals op een synthesizer. Maar in tegenstelling tot conventionele stagepiano's zoals de Yamaha CP4 of de Roland RD800, kan de Artis wel heel gemakkelijk bestaande geluiden tot vier zones op elkaar stapelen of splitsen (zoals de PC88 dat introduceerde). Tevens heeft de Artis een veel breder scala aan geluiden dan eerdergenoemde concurrenten.
In navolging van de traditie van mooie pianogeluiden van Kurzweil, begonnen met de "Triple Strike", werd in de Artis een nieuwe "German D Grand"-piano geïntroduceerd. Deze piano is gesampled op een Steinway Model D-vleugel, in zes dynamische lagen, plus pedaalgeluiden.
In 2014 introduceerde Kurzweil zijn nieuwste vlaggenschip: de Forte. Deze stagepiano volgt hetzelfde concept van de Artis maar is veel uitgebreider. Zo is de eerder genoemde "German D Grand"-piano wederom aanwezig, maar dit keer in acht dynamische lagen, en is snaarresonantie toegevoegd. Dit geluid bevat 4 GB aan sampledata, ten opzichte van slechts 128 MB voor de Artis-variant.
Eveneens 4 GB groot is de nieuwere "Japanese Grand", een gesamplede Yamaha C7-vleugel. Er is 8 GB aan elektrische piano's en clavinetten aanwezig. Kurzweil noemt dit "Flashplay".
Verdere uitbreidingen zijn onder andere: led-indicatielampjes naast de faders, een compressor op het voorpaneel, meer effecten en meer geluiden.
In 2016 waren er in totaal zes Artis- en Forte-modellen op de markt:
- Artis: het originele instrument.
- Artis 7: in functies gelijk aan de Artis, maar met 76 halfgewogen toetsen.
- Artis LE: een beknopte artis, met onder andere minder geluiden, minder faders en een externe adaptervoeding.
- Forte: het originele instrument.
- Forte 7: in functies gelijk aan de Forte, maar met 76 toetsen. In tegenstelling tot bij de Artis 7, zij dit wel de zware pianotoetsen.
- Forte SE: een beknopte Forte, doch uitgebreider dan de Artis.

## Bekende gebruikers
- Alicia Keys
- Billy Joel
- Cyndi Lauper
- Delerium
- Depeche Mode
- Duran Duran
- Jean Michel Jarre
- Jordan Rudess
- Keith Emerson
- Nile Rodgers
- Peter Gabriel
- Ray Charles
- Robert Jan Stips
- Robert Miles
- Stevie Wonder
- Terry Lawless (U2)
- Tori Amos
- Vangelis
- Maurice Gibb